# Meg Myers
Meg Myers (Nashville, 6 oktober 1986) is een Amerikaans singer-songwriter. Haar debuutalbum Sorry uit 2015 belandde op #79 in de Billboard 200. Vanwege het feit dat Myers na het uitbrengen van dit album meer creatieve vrijheid wenste, tekende ze voor haar tweede album bij het onafhankelijke platenlabel 300 Entertainment. Ook Take me to the disco uit 2018 kwam in de Billboard 200 terecht en bereikte daarin #182.

## Discografie

### Studioalbums
- Sorry, 2015
- Take me to the disco, 2018

### Ep's
- Daughter in the choir, 2013
- Make a shadow, 2014
- Spotify sessions, 2015
- Thank u 4 taking me 2 the disco, 2020
- I'd like 2 go home now, 2020